# Hull (Schiff, 1958)
Die USS Hull (DD-945) war ein Zerstörer der Forrest-Sherman-Klasse der United States Navy und das vierte Schiff, das nach Kommodore Isaac Hull, dem Kapitän der Constitution, benannt wurde. Die Hull diente von 1958 bis 1983 in der US-Marine.

## Geschichte

### Bau und Indienststellung
Die Kiellegung der Hull fand am 12. September 1956 bei Bath Iron Works in Bath statt, der Stapellauf erfolgte nach elf Monaten, am 10. August 1957. Nach weiteren Ausrüstungsarbeiten wurde der Zerstörer am 3. Juli 1958 bei der US-Marine in Dienst gestellt. Nach ersten Erprobungsfahrten vor der Küste Neuenglands verließ die Hull Newport am 7. September 1958 und fuhr durch den Panamakanal nach San Diego, wo sie am 13. Oktober ankam. Nun der US-Pazifikflotte zugeteilt, nahm sie an ersten Manövern mit anderen Schiffen der Flotte teil.

### Einsatzzeit
Im April 1959 begann der erste Einsatz der Hull mit der 7. US-Flotte im Westpazifik, dieser dauerte bis zum August des Jahres. Von Juli bis November 1960 sowie von August 1961 bis Februar 1962 folgten zwei weitere Einsätze mit der siebten Flotte in Fernost. Während der Kuba-Krise im Herbst 1962 eskortierte der Zerstörer amphibische Einheiten der US-Pazifikflotte zur Panamakanalzone. Von Oktober 1963 bis April 1964 schloss sich ein weiterer Einsatz im Westpazifik an.
Am 27. April 1965 begann der erste von sechs Einsätzen vor der vietnamesischen Küste, wo die Hull unter anderem als „plane guard“ für Flugzeugträger eingesetzt wurde und an Küstenbeschießungen teilnahm. Von Januar bis April 1966 wurde das Schiff im Long Beach Navy Yard überholt und ausgebessert, im August war der Zerstörer dann im Rahmen eines weiteren sechsmonatigen Einsatzes als Flaggschiff der Commander Task Unit 70.8.9 vor der Küste Vietnams im Einsatz.

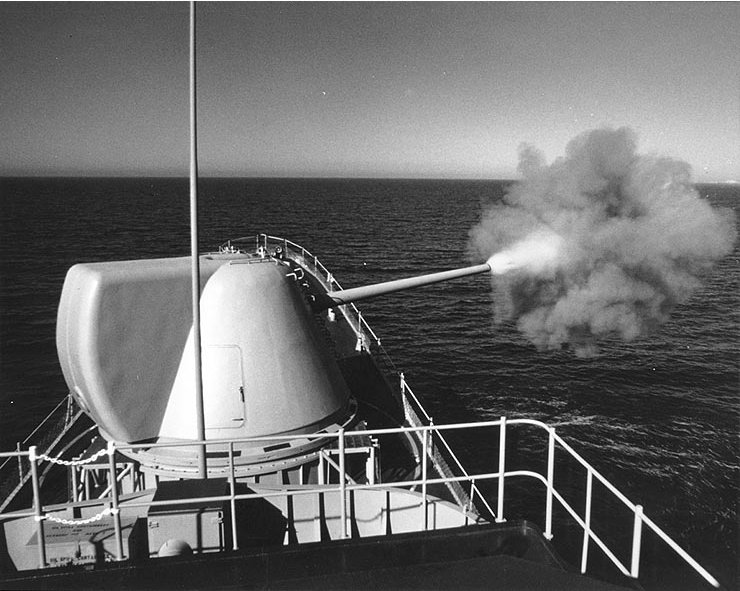
Erprobung des Mk 71-Geschützes

Nach Abschluss der elften Einsatzfahrt im Westpazifik im Sommer 1973 wurde während der Generalüberholung 1974/75 das vordere Mk 42-5-Zoll-Geschütz durch ein experimentelles Mk 71-8-Zoll-Geschütz ersetzt. In den folgenden Monaten wurde das Geschütz eingehend erprobt und getestet, auch während der nächsten beiden Einsatzfahrten mit der 7. Flotte blieb das Geschütz an Bord. 1979 wurde es dann wieder entfernt und durch das ursprüngliche 5-Zoll-Geschütz ersetzt.
Von Februar bis September 1981 folgte ein weiterer Einsatz im Westpazifik, im September 1982 begann dann der letzte Einsatz des Zerstörers als Teil der Kampfgruppe um die Enterprise. Nach der Rückkehr nach San Diego im April 1983 begann man mit den Vorbereitungen für die Ausmusterung des Schiffs.

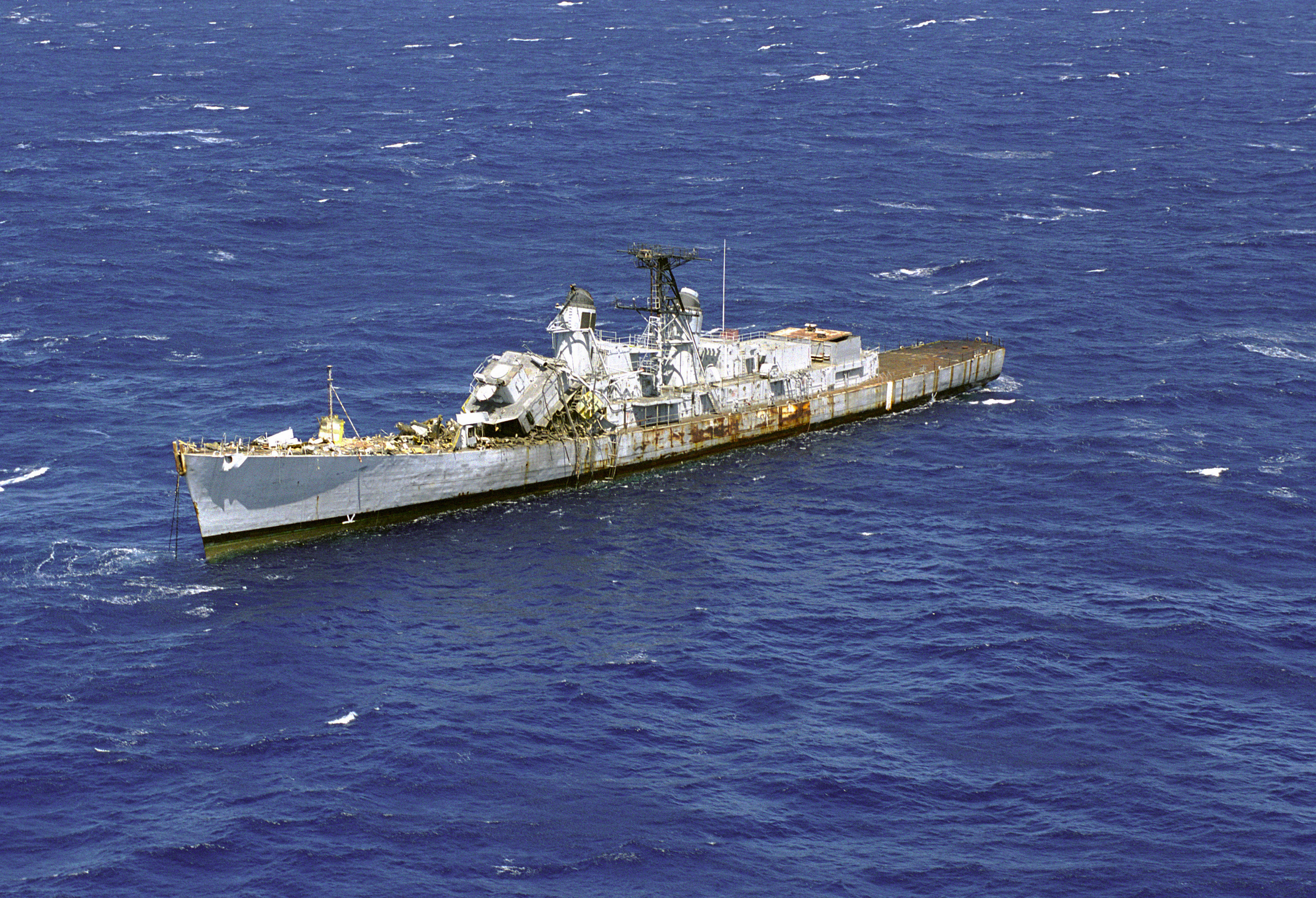
Die Reste der Hull während der SINKEX ’98

### Außerdienststellung und Schicksal
Die offizielle Ausmusterung der Hull fand am 11. Juli 1983 statt, das Schiff wurde jedoch noch für drei Monate der Reserveflotte zugeteilt. Nach der Streichung aus dem Schiffsregister am 15. Oktober 1983 wartete das Schiff 15 Jahre auf sein Schicksal. Am 7. April 1998 wurde der ausgeschlachtete Rumpf des Zerstörers während der SINKEX ’98 vor der kalifornischen Küste versenkt.